# Grissom Air Force Base

i7
i11
i13
Die Grissom Air Force Base ist ein Stützpunkt des Air Force Reserve Command in Indiana, USA. Das United States Census Bureau erfasst die Basis als Census-designated place mit 3.009 Einwohnern nach der Zählung von 2020.

## Geschichte
Die Grissom Air Reserve Base wurde am 1. Juli 1942 als Bunker Hill Naval Air Station eingerichtet. Unter den vielen Flugschülern, die für US Navy, Marine Corps und US Coast Guard zu Piloten ausgebildet wurden, befand sich auch der Baseballspieler Ted Williams. Nach dem Zweiten Weltkrieg wurde die Basis zunächst geschlossen und die umliegenden Flächen wieder in landwirtschaftliche Nutzflächen umgewandelt. Mit dem Beginn des Koreakrieges wurde die Basis allerdings von der US Air Force als Bunker Hill Air Force Base wieder eröffnet, dem Tactical Air Command unterstellt und die 4433rd Air Base Squadron und die 323rd Fighter-Bomber Wing stationiert. 
1955 kam die 319th Fighter Interceptor Squadron des Air Defense Commands hinzu. Am 1. September 1957 erfolgte der Unterstellungswechsel unter das Strategic Air Command, ab Mai 1959 wurde die mit B-47-Bombern ausgerüstete 305th Bombardment Group auf der Basis stationiert. Im selben Jahr kamen mit der 305th Bombardment Group auch die ersten KC-135 Stratotanker. 1961 begann der Austausch der B-47 zu den B-58 Hustler-Bombern.
Am 12. Mai 1968 wurde die Bunker Hill Air Force Base zu Ehren des aus Indiana stammenden und beim Apollo 1-Unfall tödlich verunglückten Astronauten Virgil „Gus“ Grissom umbenannt.
19 Monate später wurde die 305th Bombardment Group durch die 305th Air Refueling Wing ersetzt, damit änderte sich die Aufgabenstellung des Stützpunktes weg von den Bombern hin zu Luftbetankung. In diesem Aufgabenbereich wurde der Stützpunkt zu einem der größten Basen für KC-135 Stratotanker in den USA. Mit dem Eintreffen der 434th Special Operations Wing kam zum ersten Mal eine Einheit der Air Reserve auf den Stützpunkt. Die 434th Special Operations Wing war damals mit Flugzeugen des Typs A-37 ausgerüstet.
1987 kam mit der 931st Air Refueling Group ein zweites Geschwader der Air Reserve auf den Flugplatz, der dann insgesamt drei Geschwader beherbergte.
Mit dem Ende des Kalten Krieges änderte sich die Aufgabenstellung der Streitkräfte. 1994 wurde je ein aktives und ein Geschwader der Reserve deaktiviert. Im Oktober desselben Jahres erfolgte der Unterstellungswechsel vom Strategic Air Command zum Air Force Reserve Command.

## Aktuelle Situation
Zurzeit sind neben der 31st Air Refueling Group noch einige kleinere Einheiten der US Army und des US Marine Corps auf der Basis stationiert.

## Zukunft
Die Grissom Air Reserve Base wurde mit der Tinker Air Force Base als Alternative zur Seymour Johnson Air Force Base als Stationierungsort für die neuen Boeing KC-46 genannt.
Künftig wird es auf der Grissom Air Reserve Base einen Campus des Columbia College of Missouri geben.